# Michael Deeley
Pour les articles homonymes, voir Deeley.
Michael Deeley est un producteur et scénariste britannique né le 6 août 1932.

## Filmographie

### comme producteur
- 1956 : The Case of the Mukkinese Battle Horn
- 1957 : At the Stroke of Nine
- 1961 : Crosstrap
- 1964 : One Way Pendulum
- 1965 : The Knack ...and How to Get It
- 1966 : Sandy, the Reluctant Nature Girl
- 1967 : Ride of the Valkyrie
- 1967 : Trois milliards d'un coup (Robbery)
- 1967 : The White Bus
- 1968 : The Long Day's Dying
- 1968 : The Other People
- 1969 : Where's Jack?
- 1969 : L'or se barre (The Italian Job)
- 1971 : La Guerre de Murphy (Murphy's War)
- 1975 : Conduct Unbecoming
- 1976 : L'Homme qui venait d'ailleurs (The Man Who Fell to Earth)
- 1978 : Le Convoi (Convoy)
- 1978 : Voyage au bout de l'enfer (The Deer Hunter)
- 1982 : Blade Runner
- 1985 : Prête-moi ta vie (Deceptions) (TV)
- 1985 : Finnegan Begin Again (TV)
- 1987 : A Gathering of Old Men (TV)
- 1990 : L'Escroc et moi (The Secret Life of Archie's Wife) (TV)
- 1991 : Intrigues impériales (Young Catherine) (TV)

### comme scénariste
- 1957 : At the Stroke of Nine

## Distinctions
- Oscar du meilleur film en 1978 pour Voyage au bout de l'enfer.